# Acaerus turkestanicus
Acaerus turkestanicus är en insektsart som först beskrevs av Löw 1881.  Acaerus turkestanicus ingår i släktet Acaerus och familjen rundbladloppor. Inga underarter finns listade i Catalogue of Life.